# Kosmodraco
Kosmodraco is een geslacht van uitgestorven reptielen behorend tot de orde Choristodera uit het Paleoceen. Fossielen van Kosmodraco zijn gevonden in Noord-Amerika.

## Uiterlijke kenmerken
Kosmodraco was een krokodilachtig dier dat er ongeveer hetzelfde uitzag als een moderne gaviaal en de beter bekende Champsosaurus. Kosmodraco had alleen wat dikkere en kortere kaken. Net als bij Champsosaurus zaten de neusgaten voor op de snuit. De tanden waren puntig als die van een krokodil. Kosmodraco had kleine tandjes achter in de bek. Achter op de schedel zaten grote openingen en aanhechtingspunten voor zeer grote kaakspieren. Bij Kosmodraco zijn geen osteodermen gevonden. Bij champsosauriërs zijn huidafdrukken gevonden die sporen van kleine schubjes, als bij hagedissen, vertonen. Aangezien Kosmodraco nauw verwant is met leden van de Champsosauridae neemt men aan dat Kosmodraco dezelfde kleine schubjes had.

## Levenswijze
Men denkt dat Kosmodraco een waterdier was vanwege de grote gelijkenis met krokodillen en gavialen. Het is niet bekend of Kosmodraco zwemvliezen had. De tanden van Kosmodraco laten zien dat het waarschijnlijk een viseter was. Net als bij een gaviaal en bij de Champsosaurus waren de kaken van Kosmodraco waarschijnlijk te dun om grote dieren van de waterkant te pakken, omdat ze dan konden breken.

## Classificatie
Kosmodraco behoorde tot de familie der Simoedosauridae en was daarbinnen nauw verwant aan Simoedosaurus en Ikechosaurus. De Simoedosauridae behoort tot de suborde Allochoristodera. De typesoort Kosmodraco, K. dakotensis, werd oorspronkelijk toegewezen aan Simoedosaurus, maar een artikel van Chase Brownstein gepubliceerd in 2022 vond dat het generiek verschilt van de typesoort Simoedosaurus, en een nieuwe soort Kosmodraco werd genoemd als K. magnicornis gebaseerd op twee skeletten die in de jaren zestig in Wyoming zijn gevonden.